# Heinz Sarnow
Heinz Sarnow, eigentlich Heinrich Schwarz (* 28. Jänner 1882 in Wien; † 4. Jänner 1943 in Haifa, Palästina) war ein in Deutschland tätiger, österreichischer Theater- und Filmschauspieler, Bühnenregisseur und Drehbuchautor.

## Leben und Wirken
Der gebürtige Heinrich Schwarz begann seine Bühnenlaufbahn kurz nach der Jahrhundertwende. Anfänglich noch in der Provinz (zuletzt, in der Spielzeit 1906/07 am Königlichen Theater von Bad Kissingen) aktiv, trat Sarnow seit 1907 an Berliner Spielstätten auf. Bis zum Ende der Weimarer Republik war er Ensemblemitglied u. a. des Friedrich-Wilhelmstädtischen Schauspielhauses, des Komödienhauses, der Volksbühne, des Kleinen Theaters und zuletzt (1932) des Theaters am Nollendorfplatz. Sarnow spielte in so grundverschiedenen Stücken wie „Im bunten Rock“, „Götz von Berlichingen“ und „General York“. An mehreren Bühnen ließ man ihn auch Stücke inszenieren, gelegentlich beschäftigte sich der Wiener auch als Stückeschreiber (z. B. „Wenn die Lichter brennen“).
Ab 1913 kamen für knapp zwei Jahrzehnte zahlreiche Nebenrollen in Stumm- und einigen wenigen frühen Tonfilmen hinzu. Dort spielte er die gesamte Paletten von Chargenaufgaben: Amtsleute, Gutsverwalter, Ärzte, Ingenieure, Buchhändler, Spanier und Franzosen. In den Jahren 1919 und 1920 führte Heinz Sarnow auch Filmregie. Im März 1920 gründete er zusammen mit Ludwig Schwarz die Neos Film GmbH.
1933 floh der Jude Schwarz / Sarnow vor den deutschen Nationalsozialisten in die Schweiz, wo er zunächst Arbeit als Schauspieler und Regisseur am Stadttheater von Schaffhausen fand. Später ist er auch in Ragaz nachweisbar. Schließlich wanderte Sarnow in das britische Mandatsgebiet Palästina (heutiges Israel) aus, wo er während des Zweiten Weltkriegs in Haifa, kurz vor Vollendung seines 61. Lebensjahres, verstarb.

## Filmografie
als Schauspieler
- 1913: Falsche Perlen
- 1913: Seine Karriere
- 1916: Herberts Sünde
- 1916: Die Sektwette
- 1916: Das unheimliche Haus
- 1916: Die Rache der Toten
- 1916: Das Geständnis der grünen Maske
- 1917: Das Telephonkätzchen
- 1917: Die Harvard-Prämie
- 1917: Zimmer Nummer sieben
- 1918: Die Kraft des Herzens
- 1918: Ikarus, der fliegende Mensch
- 1919: Homo sum
- 1919: Seine Liebe war mein Tod
- 1919: Liebe
- 1919: Max als Juxgraf
- 1919: Das stille Weh
- 1919: In den Krallen des Vampyrs
- 1921: Fridericus Rex, 1. und 2. Teil
- 1923: Liebe und Ehe
- 1923: Die Schlucht des Todes
- 1924: Flucht ins Paradies
- 1930: Hans in allen Gassen
- 1931: So‘n Windhund
- 1931: Der Hauptmann von Köpenick
- 1931: Mein Leopold
- 1932: Gitta entdeckt ihr Herz

als Regisseur und Drehbuchautor
- 1919: Das stille Weh
- 1919: Nie sollst du mich befragen
- 1919: Moritzplatz 5, eine Treppe
- 1919: In den Krallen des Vampyrs
- 1920: Bar el Manach
- 1920: Der zeugende Tod (auch Produzent)